# Go-Murakami
Go-Murakami (後村上天皇, Go-Murakami-tennō; 1328 – 29 marzo 1368) è stato il 97º imperatore del Giappone secondo il tradizionale ordine di successione.

## Biografia
Regnò dal 18 settembre 1339 sino al 29 marzo 1368, anno della sua morte. Era il settimo figlio dell'imperatore Go-Daigo, e divenne imperatore dopo l'abdicazione del padre.
Dalla sua consorte Fujiwara no Shoshi (藤原 胜 子), ebbe alcuni figli fra cui:
- Yutanari  (寛 成 亲王) (che diventerà l'imperatore Chōkei)
- Hironari  (熙 成 亲王) (che diventerà l'imperatore Go-Kameyama)
- Yasunari (泰 成 亲王)